# Campionato del mondo di hockey su slittino - Gruppo C 2018
Il campionato del mondo di hockey su slittino - Gruppo C 2018 è stata la seconda edizione del torneo di terzo livello. Si è disputato a Vierumäki, in Finlandia, dal 6 all'8 novembre 2018.

## Partecipanti
Hanno preso parte al torneo la Finlandia, seconda classificata nel Gruppo C nel 2016, e due esordienti: la Cina e l'Australia.
Si è svolto un girone all'italiana di sola andata. La prima classificata avrebbe ottenuto la promozione nel successivo Campionato del mondo di hockey su slittino - Gruppo B 2017, valido anche come torneo di prequalificazione alle Paralimpiadi 2018.

## Incontri
| Vierumäki 6 novembre 2018, ore 15.00 (UTC+2) | Australia   | 1 – 6 (0:3; 0:2; 1:1) referto | Finlandia | \| Arbitro: \| Owe Lutchke \| |
| Arbitro:                                     | Owe Lutchke |                               |           |                               |

| Vierumäki 7 novembre 2018, ore 15.00 (UTC+2) | Cina           | 40 – 0 (14:0; 15:0; 11:0) referto | Australia | \| Arbitro: \| Andreas Lunden \| |
| Arbitro:                                     | Andreas Lunden |                                   |           |                                  |

| Vierumäki 8 novembre 2018, ore 15.00 (UTC+2) | Finlandia   | 0 – 5 (0:2; 0:2; 0:1) referto | Cina | \| Arbitro: \| Owe Lutchke \| |
| Arbitro:                                     | Owe Lutchke |                               |      |                               |

### Classifica
| Pos. | Squadra   | Pt. | PG | V | VOT | POT | P | GF | GS |
| ---- | --------- | --- | -- | - | --- | --- | - | -- | -- |
| 1.   | Cina      | 6   | 2  | 2 | 0   | 0   | 0 | 45 | 0  |
| 2.   | Finlandia | 3   | 2  | 1 | 0   | 0   | 1 | 6  | 6  |
| 3.   | Australia | 0   | 2  | 0 | 0   | 0   | 2 | 1  | 46 |